# Copa de baloncesto de Israel
La Copa de baloncesto de Israel (en hebreo: גביע המדינה בכדורסל‎), o la Copa Estatal de Baloncesto, es la competición de copa del baloncesto de Israel, que se disputa desde la temporada 1955-56. La competición se realiza por el sistema de eliminatorias, quedando exentos en la primera fase tanto el campeón del año anterior como el vencedor de la Ligat Winner.

## Historial
| Temporada | Campeón                      | Finalista               | Marcador     |
| --------- | ---------------------------- | ----------------------- | ------------ |
| 1955–56   | Maccabi Tel Aviv             | Hapoel Tel Aviv         | 52–49, 56–50 |
| 1956–57   | Cancelada debido a la guerra |                         |              |
| 1957–58   | Maccabi Tel Aviv             | Hapoel Tel Aviv         | 53–44        |
| 1958–59   | Maccabi Tel Aviv             | Hapoel Holon            | 53–47        |
| 1959–60   | No se celebró                |                         |              |
| 1960–61   | Maccabi Tel Aviv             | Hapoel Holon            | 74–46        |
| 1961–62   | Hapoel Tel Aviv              | Maccabi Tel Aviv        | 50–48        |
| 1962–63   | Maccabi Tel Aviv             | Hapoel Tel Aviv         | 55–51        |
| 1963–64   | Maccabi Tel Aviv             | Hapoel Tel Aviv         | 50–47        |
| 1964–65   | Maccabi Tel Aviv             | Hapoel Tel Aviv         | 55–47        |
| 1965–66   | Maccabi Tel Aviv             | Hapoel Tel Aviv         | 66–62        |
| 1966–67   | Cancelada debido a la guerra |                         |              |
| 1967–68   | Cancelada debido a la guerra |                         |              |
| 1968–69   | Hapoel Tel Aviv              | Maccabi Tel Aviv        | 88–70        |
| 1969–70   | Maccabi Tel Aviv             | Hapoel Tel Aviv         | 73–52        |
| 1970–71   | Maccabi Tel Aviv             | Maccabi Haifa           | 70–51        |
| 1971–72   | Maccabi Tel Aviv             | Maccabi Ironi Ramat Gan | 108–99       |
| 1972–73   | Maccabi Tel Aviv             | Betar Jerusalem         | 118–79       |
| 1973–74   | Cancelada debido a la guerra |                         |              |
| 1974–75   | Maccabi Tel Aviv             | Hapoel Gvat/Yagur       | 89–74        |
| 1975–76   | Hapoel Gvat/Yagur            | Hapoel Tel Aviv         | 90–76        |
| 1976–77   | Maccabi Tel Aviv             | Hapoel Tel Aviv         | 78–77        |
| 1977–78   | Maccabi Tel Aviv             | Hapoel Tel Aviv         | 93–90        |
| 1978–79   | Maccabi Tel Aviv             | Hapoel Ramat Gan        | 73–66        |
| 1979–80   | Maccabi Tel Aviv             | Hapoel Ramat Gan        | 105–87       |
| 1980–81   | Maccabi Tel Aviv             | Hapoel Ramat Gan        | 105–95       |
| 1981–82   | Maccabi Tel Aviv             | Hapoel Ramat Gan        | 90–77        |
| 1982–83   | Maccabi Tel Aviv             | Hapoel Tel Aviv         | 99–94        |
| 1983–84   | Hapoel Tel Aviv              | Hapoel Ramat Gan        | 79–73        |
| 1984–85   | Maccabi Tel Aviv             | Maccabi Haifa           | 121–81       |
| 1985–86   | Maccabi Tel Aviv             | Hapoel Holon            | 90–86        |
| 1986–87   | Maccabi Tel Aviv             | Hapoel Galil Elyon      | 95–86        |
| 1987–88   | Hapoel Galil Elyon           | Maccabi Elitzur Netanya | 79–77        |
| 1988–89   | Maccabi Tel Aviv             | Maccabi Ironi Ramat Gan | 107–85       |
| 1989–90   | Maccabi Tel Aviv             | Hapoel Galil Elyon      | 92–90        |
| 1990–91   | Maccabi Tel Aviv             | Hapoel Holon            | 100–90       |
| 1991–92   | Hapoel Galil Elyon           | Maccabi Rishon LeZion   | 84–76        |
| 1992–93   | Hapoel Tel Aviv              | Hapoel Givatayim        | 71–65        |
| 1993–94   | Maccabi Tel Aviv             | Hapoel Tel Aviv         | 64–53        |
| 1994–95   | Bnei Herzlia                 | Hapoel Holon            | 88–77        |
| 1995–96   | Hapoel Jerusalem             | Maccabi Tel Aviv        | 67–65        |
| 1996–97   | Hapoel Jerusalem             | Maccabi Tel Aviv        | 89–82        |
| 1997–98   | Maccabi Tel Aviv             | Hapoel Galil Elyon      | 83–70        |
| 1998–99   | Maccabi Tel Aviv             | Hapoel Jerusalem        | 69–68        |
| 1999–00   | Maccabi Tel Aviv             | Hapoel Jerusalem        | 68–57        |
| 2000–01   | Maccabi Tel Aviv             | Hapoel Jerusalem        | 82–78        |
| 2001–02   | Maccabi Tel Aviv             | Hapoel Jerusalem        | 99–73        |
| 2002–03   | Maccabi Tel Aviv             | Maccabi Giv'at Shmuel   | 96–83        |
| 2003–04   | Maccabi Tel Aviv             | Hapoel Jerusalem        | 108–85       |
| 2004–05   | Maccabi Tel Aviv             | Bnei HaSharon           | 108–89       |
| 2005–06   | Maccabi Tel Aviv             | Hapoel Jerusalem        | 96–91        |
| 2006–07   | Hapoel Jerusalem             | Bnei HaSharon           | 103–85       |
| 2007–08   | Hapoel Jerusalem             | Maccabi Tel Aviv        | 93–89        |
| 2008–09   | Hapoel Holon                 | Maccabi Haifa           | 69–68        |
| 2009–10   | Maccabi Tel Aviv             | Bnei HaSharon           | 77–70        |
| 2010–11   | Maccabi Tel Aviv             | Barak Netanya           | 106–70       |
| 2011–12   | Maccabi Tel Aviv             | Maccabi Rishon LeZion   | 82–69        |
| 2012–13   | Maccabi Tel Aviv             | Maccabi Haifa           | 76–68        |
| 2013–14   | Maccabi Tel Aviv             | Hapoel Eilat            | 80–73        |
| 2014–15   | Maccabi Tel Aviv             | Hapoel Jerusalem        | 94–76        |
| 2015–16   | Maccabi Tel Aviv             | Maccabi Ashdod          | 83–75        |
| 2016–17   | Maccabi Tel Aviv             | Hapoel Jerusalem        | 82-68        |
| 2017–18   | Hapoel Holon                 | Maccabi Tel Aviv        | 86-84        |
| 2018–19   | Hapoel Jerusalem             | Maccabi Rishon LeZion   | 82-67        |
| 2019–20   | Hapoel Jerusalem             | Ironi Nahariya          | 92-89        |
| 2020–21   | Maccabi Tel Aviv             | Maccabi Rishon LeZion   | 86–69        |
| 2021–22   | Bnei Herzliya                | Hapoel Tel Aviv         | 87–82        |
| 2022–23   | Hapoel Jerusalem             | Maccabi Tel Aviv        | 67–61        |
| 2023–24   | Hapoel Jerusalem             | Maccabi Tel Aviv        | 85–72        |
| 2024–25   | Maccabi Tel Aviv             | Hapoel Jerusalem        | 87–72        |

## Palmarés
| Club               | Campeoanatos | Años |
| ------------------ | ------------ | --- |
| Maccabi Tel Aviv   | 46           | 1956, 1958, 1959, 1961, 1963-66, 1970-73, 1975, 1977-83, 1985-87, 1989-91, 1994, 1998-06, 2010-17, 2021, 2025 |
| Hapoel Jerusalem   | 8            | 1996, 1997, 2007, 2008, 2019, 2020, 2023, 2024                                                                |
| Hapoel Tel Aviv    | 4            | 1962, 1969, 1984, 1993                                                                                        |
| Hapoel Galil Elyon | 2            | 1988, 1992 |
| Hapoel Holon       | 2            | 2009, 2018 |
| Bnei Herzliya      | 2            | 1995, 2022 |
| Hapoel Gevat/Yagur | 1            | 1976 |